# Last Comic Standing

De eerste Last Comic Standing-winnaar, Dat Phan

Last Comic Standing was een in een reeks televisieprogramma's uitgezonden talentenjacht voor stand-upcomedians waarvan van 2003 tot en met 2010 zeven seizoenen werden gemaakt en in 2014 en 2015 nog een seizoen acht en negen. Elk jaar won de winnaar een contract bij NBC en een eenmalige uitzending van een volledig optreden op Comedy Central, dat ook de afvalrace uitzond.

## Format
De talentenscouts Ross Mark en Bob Read hielden door heel de Verenigde Staten audities waarin beginnende of nog niet doorgebroken komieken hun kunnen mochten vertonen. Daaruit selecteerden zij telkens mensen die nogmaals mochten komen optreden, maar nu voor een publiek. Van alle personen die auditie deden, werden er per seizoen uiteindelijk een aantal verkozen die live op televisie een afvalrace mochten aangaan. Iedere aflevering viel vervolgens een van hen af tot de winnaar bekend werd in een show waarin de laatste drie optraden.
 Gedurende de afvalrace verbleven de aspirant-stand-upcomedians allemaal samen in een voor hen ingericht huis. Daarin moesten ze voldoen aan verschillende opdrachten die er aan moesten bijdragen dat hun talent tot uiting kwam en zich ontwikkelde.

De eerste drie seizoenen van Last Comic Standing werden gepresenteerd door de Amerikaanse acteur en komiek Jay Mohr, die in het vierde seizoen de presentatie overdroeg aan Anthony Clark (Yes, Dear). In seizoen 5 (2007) en seizoen 6 (2008) werd de show gepresenteerd door Bill Bellamy, in seizoen zes samen met Fearne Cotton. In 2010 nam Craig Robinson de presentatie voor zijn rekening. Na drie jaar afwezigheid ging op 22 mei 2014 seizoen 8 van start met J.B. Smoove als presentator en Roseanne Barr, Keenen Ivory Wayans en Russell Peters in de jury.

## Winnaars
- Seizoen 1: Dat Phan
- Seizoen 2: John Heffron
- Seizoen 3: Alonzo Bodden (tweede in seizoen 2)

(Seizoen 3 was anders dan de andere jaargangen doordat het een afvalrace betrof waaraan de eerste tien uit seizoen één plus de eerste tien uit seizoen twee mee mochten doen. In plaats van een contract was de hoofdprijs dit seizoen $250.000,- Alleen Bonnie McFarlane (seizoen 2) sloeg de uitnodiging opnieuw mee te doen af. Zij werd vervangen door Jessica Kirson.)
- Seizoen 4: Josh Blue
- Seizoen 5: Jon Reep
- Seizoen 6: Iliza Shlesinger
- Seizoen 7: Felipe Esparza
- Seizoen 8: Rod Man
- Seizoen 9: Clayton English